# Lucie Bernardo
Lucie Bernardo, geb. als Johanna Sandfuchs (* 3. Oktober 1885 in Stuttgart; † 10. August 1956 in Ostberlin), war der Künstlername einer deutschen Soubrette und Lachkünstlerin.

## Leben und Wirken
Lucie Bernardo wurde als Johanna Sandfuchs geboren. Sie heiratete einen Parodisten namens Teske und zog mit ihm nach Berlin.
Nach einer Gesangsausbildung war sie zunächst als Soubrette am Theater tätig. Hier wurde sie als Partnerin bekannter Sänger in Duetten eingesetzt und trat z. B. mit dem Konzertsänger Erich Schröter, dem Gesangskomiker Hermann Wehling, dem Tenor Max Kuttner und anderen bekannten Künstlern auf, aber auch solistisch. Neben der Operette pflegte sie das Couplet und das leichte, frivole Chanson, das Brettl-Lied. In ihrem Repertoire fanden sich Komponisten wie Leo Fall, Jean Gilbert, Léon Jessel, Walter Kollo, Paul Lincke, Rudolf Nelson, Hugo Hirsch, Georg Jarno und Rudolf Thiele. Sie sang zudem einige durch die Berliner Diseuse Claire Waldoff bekannt gewordene Lieder. Eine im Hinblick auf die Jazzrezeption in Deutschland interessante Zusammenarbeit mit der aus belgischen und niederländischen Musikern zusammengesetzten Kapelle The Excellos Five gelang ihr 1925; hier lachte sie mit den Instrumenten um die Wette.
Nach dem Ersten Weltkrieg begann sie, sich nach einem überraschenden Erfolg mit ihrer Lachszene Theaterfimmel als Lachkünstlerin zu spezialisieren. Sie trat in Kastans Panoptikum und am Berliner Apollo-Theater auf. Ihre Lachdarbietungen band sie dabei in humoristische Szenen ein, zum Beispiel trat sie auch anlässlich von Geburtstagen, Kindstaufen oder Sylvesterfeiern auf. Häufig war Martin Martens ihr Partner, der zum Teil als Verfasser der Texte sowie als Komponist der Musik fungierte.
Bernardo nahm schon früh auf Edison-Cylindern auf; später besprach bzw. „belachte“ sie viele Grammophonplatten, oft in Szenen zusammen mit dem Musiker Otto Rathke, mit dem sie auch auf der Bühne zu sehen war. Die wohl erfolgreichste war Die mißglückte Jugendzeit, welche als „Lachplatte“ um die Welt ging. Sogar in Amerika war sie als The OkeH Laughing Record auf dem Label des Deutschamerikaners Otto Heinemann bekannt. Noch zu Beginn der 1930er Jahre wurde die „Original Lach-Aufnahme“, inzwischen elektrisch neu aufgenommen, im Lindström-Katalog geführt. Ihr Erfolg rief ein eigenes Genus von Kleinkunstdarbietungen ins Leben.
Nach einem frühen Versuch mit einem Tonbild bei der Deutschen Mutoskop- und Biograph GmbH (Berlin) 1907/08 wurde Bernardo erst wieder in der Tonfilmzeit als Darstellerin beim Film beschäftigt, allerdings nur in kleineren Nebenrollen.
Lucie Bernardo starb am 10. August 1956, von ihrem Publikum völlig vergessen, verarmt in Ostberlin.

## Filmografie
- 1907/08: Die Macht des Walzers. Tonbild [mit Martin Martens]
- 1934: Die bunte Platte, Kurz-Spielfilm (28 min.)[15]
- 1935: Die selige Excellenz.[16]
- 1936: Arzt aus Leidenschaft.[17]
- 1940: Traummusik[18]

## Tondokumente (Auswahl)
Duette
- Lucie Bernardo, Sopran, und Hans Bondy, Tenor: Die Liebeslaube (Karl L.Hoschna, 1877–1911) Edison Amberol 15 229, 1912[19]
- Duett [Lucie Bernardo und ?  ] mit Orchesterbegleitung:  Hab'n wir uns nicht mal kenn'n gelernt? Walzerlied aus der Operette Filmzauber (Walter Kollo) Melodia Record Platte[sic] (G. B.) 1 G 37 M (mx. 1008 M)[20]
- Konzertsänger Schröter und Frl. Lucie Bernhardo mit Berolina-Orchester: Fräulein Schwindelmeier. Duett. Berolina Record No. 1090
- Lucie Bernardo, Sopran & Max Kuttner, Tenor : Kind, ich schlafe so schlecht. Duett aus „Filmzauber“ (W. Kollo), Janus-Record Nr. 1236 (mx. 4951), 1912
- Lucie Bernardo (Sopran), Hermann Wehlin (Tenor) mit Orchester: Warum nimmste denn den Hut? Duett aus: Die Reise um die Erde in 40 Tagen (Text von Julius Freund, Musik von Jean Gilbert) Zonophone Record 17480 / Kat. Nr. 524 309, (Matrix Nr. 12950 r), Berlin, 1913[21]

Solo
- Lucie Bernardo mit Orchesterbegleitung: Das Lied vom Autoliebchen. Walzerlied aus der Posse “Autoliebchen” (Gilbert) Melodia Record Platte[sic] (G. B.) 1 G 37 M (mx. 1007 M), 1912[22]
- Lucie Bernardo mit Orchesterbegleitung: Da kann kein König und kein Kaiser was ‘bei machen. Soldatenlied (Text: Claire Waldoff) Beka No.30139, Berlin. 1917
- Lucie Bernardo: Lottchens Geburtstag / Kinderlied. Homocord Liliput 0015 [Format 15 cm], 1925
- Lucie Bernardo mit Orchesterbegleitung: Wo hast du denn bloß hingefaßt? Couplet (Musik: Arthur Steinke, Text: Dr. Leopold Seewald) Artiphon No. 2036
- Lucie Bernardo mit Orchesterbegleitung: Humsti Bumsti. Humoristisches Couplet (Carl Clön) Kalliope K 365 (mx. Zw 3151) [auch: Aste Schallplatte No. 60215, Stradivari G 365]

Unter dem Pseudonym Käthe Kiesewitz bzw. Fränze Kiesewitz gecoverte Lieder von Claire Waldoff für Odeon
- Da kann kein König und kein Kaiser was ‘bei machen. Soldatenlied (Text: Claire Waldoff) Käthe Kiesewitz mit Orchester. 1916. G 311 126 (mx. xBe 1596)
- Mein Franz von de Franzer G 311 131 (mx. xBe 1594)
- Er is nach mir janz doll G 311 132
- Ach Jott wat sin wir Weiber dumm (W. Kollo) G 311 176
- Nach meine Beene is ja janz Berlin verrückt (W. Kollo – F.W. Hardt) G 311 178 (mx. xBe 1680)
- Klärchen aus dem Gartenhaus (TuM. Harry Senger) G 311 179 (mx. xBe 1681)
- Wenn der Bräutigam mit der Braut so mang de Felder jeht G 311 181
- Wenn die Soldaten durch die Stadt marschieren. Ein Soldatenmarschlied (TuM. J. F. Rollers) G 311 182 (mx. xBe 1671)
- Was liegt bei Lehmanns unterm Apfelbaum? G 311 183

Lachplatten
- Lucie Bernardo, mit Otto Rathke tp.: The OkeH Laughing Record. OkeH 4678-A, 1922. Ursprünglich Beka 30 590
- Lucie Bernardo: Die Gesangsprobe. Odeon 308 480 (mx. Be 2682)[24]
- Lucie Bernardo mit Ensemble: Das Abenteuer eines Betrunkenen (Lachplatte). Polyphon 31 286 / 2-23 322 (mx. 1226 ax), 1924[25]
- Lucie Bernardo mit Jazz-Orchester [= The Excellos Five]: Jazzband aus Krähwinkel / Lucie Bernardo. Deutsch. Komik. Grammophon 20 381 / B 46649 (mx. 3810 ar), 1925[26]
- Lucie Bernardo mit Jazz-Orchester [= The Excellos Five]: Die fidelen Tiroler / Lucie Bernardo. Deutsch. Komik. Grammophon 20 381 / B 46650 (mx. 3811 ½ ar), 1925[27]

Kabarett, Parodie
- Lucie Bernardo mit Ensemble: Auf dem Gutshofe (Bearbeitung M. Martens)  Tri-Ergon T.E.5038-B (mx. 0660), 1928.
- Lucie Bernardo mit Ensemble: Total meschugge (Eine lustige Kabarett-Szene) (Bearbeitung M. Martens) Tri-Ergon T.E.5039-A (mx. 0663), 1927
- Lucie Bernardo mit Ensemble: Er liebt mich[28] (Bearbeitung E. Beuth) Tri-Ergon T.E.5039-B (mx. 0665), 1927
- Lucie Bernardo mit Ensemble und Orchester: Opern-Parodie. Eine Oper in 6 Minuten (Bearbeitung M. Martens), 1. u. 2. Teil. Tri-Ergon T.E.5486-A (mx. 02146) und -B (mx. 02147), 1929. Veröfftl. 1930.[29]